# Frängstjärnen (Malå socken, Lappland, 724591-164980)
Frängstjärnen är en sjö i Malå kommun i Lappland och ingår i Skellefteälvens huvudavrinningsområde. Sjön har en area på 0,0949 kvadratkilometer och ligger 361,1 meter över havet. Sjön avvattnas av vattendraget Mensträskbäcken (Storbäcken).

## Delavrinningsområde
Frängstjärnen ingår i det delavrinningsområde (724376-165196) som SMHI kallar för Ovan Dammtjärnbäcken. Medelhöjden är 358 meter över havet och ytan är 15,24 kvadratkilometer. Det finns inga avrinningsområden uppströms utan avrinningsområdet är högsta punkten. Mensträskbäcken (Storbäcken) som avvattnar avrinningsområdet har biflödesordning 3, vilket innebär att vattnet flödar genom totalt 3 vattendrag innan det når havet efter 136 kilometer. Avrinningsområdet består mestadels av skog (48 procent) och sankmarker (42 procent). Avrinningsområdet har 0,14 kvadratkilometer vattenytor vilket ger det en sjöprocent på 0,9 procent.